# Lispocephala kaalae
Lispocephala kaalae är en tvåvingeart som beskrevs av Williams 1938. Lispocephala kaalae ingår i släktet Lispocephala och familjen husflugor. Inga underarter finns listade i Catalogue of Life.